# Turn Up the Music
Singles de Chris Brown
Why Stop Now
(2011) Birthday Cake
(2012)
Turn Up the Music est une chanson dance du chanteur américain Chris Brown sorti le 10 février 2012 sous format numérique. Le single est extrait de son 5e album Fortune (2012). La chanson a été écrite par Harvey Mason, Jr., Damon Thomas, Fuego et produit par The Underdogs, Fuego. Un remix de la chanson avec la chanteuse Rihanna est également sorti le 21 février 2012.

## Liste des pistes
- Téléchargement numérique[1]

1. Turn Up the Music – 3:49

- Live de la 54e cérémonie des Grammy Awards[2]

1. Turn Up the Music / Beautiful People – 4:07
2. Turn Up the Music / Beautiful People (Video) – 4:07

## Classements et certifications
| Classement (2012)                       | Meilleure position |
| --------------------------------------- | ------------------ |
| Allemagne (Media Control AG)            | 34                 |
| Australie (ARIA)                        | 6                  |
| Australie Urban (ARIA)                  | 4                  |
| Autriche (Ö3 Austria Top 40)            | 26                 |
| Belgique (Flandre Ultratop 50 Singles)  | 28                 |
| Belgique (Wallonie Ultratop 50 Singles) | 31                 |
| Canada Hot 100 (Billboard)              | 19                 |
| Danemark (Tracklisten)                  | 21                 |
| Écosse (OCC)                            | 1                  |
| États-Unis Billboard Hot 100            | 10                 |
| France (SNEP)                           | 39                 |
| Irlande (IRMA)                          | 12                 |
| Nouvelle-Zélande (RMNZ)                 | 9                  |
| Pays-Bas (Single Top 100)               | 30                 |
| Royaume-Uni (UK Singles Chart)          | 1                  |
| Royaume-Uni (UK R&B Chart)              | 1                  |
| Suède (Sverigetopplistan)               | 33                 |
| Suisse (Schweizer Hitparade)            | 39                 |

### Certifications
| Pays      | Organisme | Certification |
| --------- | --------- | ------------- |
| Australie | ARIA      | 2 × Platine   |
| Danemark  | IFPI      | Platine       |
| Norvège   | IFPI      | 2 × Platine   |

## Historique de sortie
| Pays                        | Date            | Format                   | Label                    |
| --------------------------- | --------------- | ------------------------ | ------------------------ |
| États-Unis                  | 7 février 2012  | Contemporary hit radio   | RCA Records              |
| Australie                   | 10 février 2012 | Téléchargement numérique | Sony Music Entertainment |
| Belgique                    | 10 février 2012 | Téléchargement numérique | Sony Music Entertainment |
| Irlande                     | 10 février 2012 | Téléchargement numérique | Sony Music Entertainment |
| Italie                      | 10 février 2012 | Téléchargement numérique | Sony Music Entertainment |
| Pays-Bas                    | 10 février 2012 | Téléchargement numérique | Sony Music Entertainment |
| Norvège                     | 10 février 2012 | Téléchargement numérique | Sony Music Entertainment |
| Suisse                      | 10 février 2012 | Téléchargement numérique | Sony Music Entertainment |
| États-Unis[réf. nécessaire] | 14 février 2012 | Téléchargement numérique | RCA Records              |